# Marathon de Vienne
Le Marathon de Vienne (appelé Vienna City Marathon) est une course d'une distance classique de 42,195 km dans la ville de Vienne, en Autriche. Il a lieu tous les ans depuis 1984. La première édition était le 25 mars 1984 avec 794 participants. Le marathon 2008, le 25e, s'est déroulé le dimanche 27 avril 2008 avec 30 072 coureurs répartis sur toutes les épreuves (marathon, semi-marathon, marathon en relais et deux courses pour enfants de 4,2 et 2 km).
Depuis son édition 2013, le marathon de Vienne IAAF Road Race Label Events, dans la catégorie des « Labels d'or ».
Le nombre limite de participants est de 35 000 :
- 9 000 marathon
- 11 000 semi-marathon
- 10 000 marathon en équipe (16-5-9-11 km)
- 3 000 course enfant de 10 à 18 ans 4.2 km
- 2 000 course enfant jusqu'à 10 ans 2 km

## Vainqueurs

### Marathon
| Année                                                      | Hommes                | Pays                                                                  | Temps           | Femmes                 | Pays                 | Temps           |
| ---------------------------------------------------------- | --------------------- | --------------------------------------------------------------------- | --------------- | ---------------------- | -------------------- | --------------- |
| 6 avril 2025                                               | Haftamu Abadi         | Éthiopie                                                              | 2 h 08 min 28 s | Betty Chepkemoi        | Kenya                | 2 h 24 min 14 s |
| 21 avril 2024                                              | Chala Regasa          | Éthiopie                                                              | 2 h 06 min 35 s | Nazret Weldu           | Érythrée             | 2 h 24 min 08 s |
| 23 avril 2023                                              | Samwel Mailu          | Kenya                                                                 | 2 h 05 min 08 s | Magdalyne Masai        | Kenya                | 2 h 24 min 12 s |
| 24 avril 2022                                              | Cosmas Matolo         | Kenya                                                                 | 2 h 06 min 53 s | Vibian Chepkirui       | Kenya                | 2 h 20 min 59 s |
| 12 septembre 2021                                          | Leonard Langat        | Kenya                                                                 | 2 h 09 min 25 s | Vibian Chepkirui       | Kenya                | 2 h 24 min 29 s |
| 2020 : Course annulée en raison de la pandémie de Covid-19 |                       |                                                                       |                 |                        |                      |                 |
| 7 avril 2019                                               | Vincent Kipchumba     | Kenya                                                                 | 2 h 06 min 56 s | Nancy Kiprop           | Kenya                | 2 h 22 min 12 s |
| 22 avril 2018                                              | Salaheddine Bounasser | [[Fichier:\|20x18px\|border\|Drapeau du Maroc\|class=noviewer]] Maroc | 2 h 09 min 29 s | Nancy Kiprop           | Kenya                | 2 h 24 min 18 s |
| 23 avril 2017                                              | Albert Korir          | Kenya                                                                 | 2 h 08 min 40 s | Nancy Kiprop           | Kenya                | 2 h 24 min 20 s |
| 10 avril 2016                                              | Robert Chemosin       | Kenya                                                                 | 2 h 09 min 48 s | Shuko Genemo           | Éthiopie             | 2 h 24 min 41 s |
| 12 avril 2015                                              | Sisay Lemma           | Éthiopie                                                              | 2 h 07 min 31 s | Maja Neuenschwander    | Suisse               | 2 h 30 min 09 s |
| 13 avril 2014                                              | Getu Feleke           | Éthiopie                                                              | 2 h 05 min 41 s | Anna Hahner            | Allemagne            | 2 h 28 min 59 s |
| 14 avril 2013                                              | Henry Sugut           | Kenya                                                                 | 2 h 08 min 19 s | Flomena Cheyech        | Kenya                | 2 h 24 min 34 s |
| 15 avril 2012                                              | Henry Sugut           | Kenya                                                                 | 2 h 06 min 58 s | Fate Tola              | Éthiopie             | 2 h 26 min 39 s |
| 17 avril 2011                                              | John Kiprotich        | Kenya                                                                 | 2 h 08 min 29 s | Fate Tola              | Éthiopie             | 2 h 26 min 21 s |
| 18 avril 2010                                              | Henry Sugut           | Kenya                                                                 | 2 h 08 min 40 s | Hellen Jemaiyo Kimutai | Kenya                | 2 h 31 min 08 s |
| 19 avril 2009                                              | Gilbert Kirwa         | Kenya                                                                 | 2 h 08 min 21 s | Andrea Mayr            | Autriche             | 2 h 30 min 43 s |
| 27 avril 2008                                              | Abel Kirui            | Kenya                                                                 | 2 h 07 min 38 s | Luminiţa Talpos        | Roumanie             | 2 h 26 min 43 s |
| 29 avril 2007                                              | Luke Kibet            | Kenya                                                                 | 2 h 10 min 07 s | Luminiţa Talpos        | Roumanie             | 2 h 32 min 21 s |
| 7 mai 2006                                                 | Lahoussine Mrikik     | [[Fichier:\|20x18px\|border\|Drapeau du Maroc\|class=noviewer]] Maroc | 2 h 08 min 20 s | Tomo Morimoto          | Japon                | 2 h 24 min 33 s |
| 22 mai 2005                                                | Mubarak Hassan Shami  | Qatar                                                                 | 2 h 12 min 20 s | Florence Barsosio      | Kenya                | 2 h 31 min 40 s |
| 16 mai 2004                                                | Samson Kandie         | Kenya                                                                 | 2 h 08 min 35 s | Rosaria Console        | Italie               | 2 h 29 min 22 s |
| 25 mai 2003                                                | Joseph Chebet         | Kenya                                                                 | 2 h 14 min 49 s | Lucilla Andreucci      | Italie               | 2 h 35 min 32 s |
| 26 mai 2002                                                | Moses Tanui           | Kenya                                                                 | 2 h 10 min 25 s | Lyumida Puchkina       | Ukraine              | 2 h 32 min 03 s |
| 20 mai 2001                                                | Luís Novo             | Portugal                                                              | 2 h 10 min 28 s | Jane Salumäe           | Estonie              | 2 h 30 min 00 s |
| 21 mai 2000                                                | Wilson Cheruiyot      | Kenya                                                                 | 2 h 08 min 48 s | Maura Viceconte        | Italie               | 2 h 23 min 47 s |
| 30 mai 1999                                                | Andrew Eyapan         | Kenya                                                                 | 2 h 11 min 41 s | Florina Pana           | Roumanie             | 2 h 34 min 26 s |
| 24 mai 1998                                                | Moges Taye            | Éthiopie                                                              | 2 h 09 min 21 s | Irina Kazakova         | France               | 2 h 35 min 09 s |
| 25 mai 1997                                                | Ahmed Saleh           | Djibouti                                                              | 2 h 12 min 53 s | Tatyana Polovinskaya   | Ukraine              | 2 h 30 min 50 s |
| 14 avril 1996                                              | Dube Jillo            | Éthiopie                                                              | 2 h 12 min 51 s | Aurica Buia            | Roumanie             | 2 h 31 min 39 s |
| 23 avril 1995                                              | Piotr Prusik          | Pologne                                                               | 2 h 15 min 23 s | Helena Javornik        | Slovénie             | 2 h 36 min 30 s |
| 10 avril 1994                                              | Joaquim Silva         | Portugal                                                              | 2 h 10 min 42 s | Sissel Grottenberg     | Norvège              | 2 h 36 min 17 s |
| 18 avril 1993                                              | Carlos Patricio       | Portugal                                                              | 2 h 11 min 00 s | Bente Moe              | Norvège              | 2 h 38 min 21 s |
| 26 avril 1992                                              | Karel David           | Tchécoslovaquie                                                       | 2 h 13 min 41 s | Pascaline Wangui       | Kenya                | 2 h 40 min 50 s |
| 14 avril 1991                                              | Karel David           | Tchécoslovaquie                                                       | 2 h 12 min 25 s | Ľudmila Melicherová    | Tchécoslovaquie      | 2 h 37 min 14 s |
| 22 avril 1990                                              | Gidamis Shahanga      | Tanzanie                                                              | 2 h 09 min 28 s | Ľudmila Melicherová    | Tchécoslovaquie      | 2 h 33 min 19 s |
| 16 avril 1989                                              | Alfredo Shahanga      | Tanzanie                                                              | 2 h 10 min 28 s | Christa Vahlensieck    | Allemagne de l'Ouest | 2 h 34 min 47 s |
| 10 avril 1988                                              | Mirko Vindiš          | Yougoslavie                                                           | 2 h 17 min 25 s | Glynis Penny           | Royaume-Uni          | 2 h 36 min 49 s |
| 5 avril 1987                                               | Gerhard Hartmann      | Autriche                                                              | 2 h 16 min 10 s | Carina Leutner         | Autriche             | 2 h 40 min 57 s |
| 13 avril 1986                                              | Gerhard Hartmann      | Autriche                                                              | 2 h 12 min 22 s | Birgit Lennartz        | Allemagne de l'Ouest | 2 h 38 min 31 s |
| 31 mars 1985                                               | Gerhard Hartmann      | Autriche                                                              | 2 h 14 min 59 s | Elena Tsukhlo          | Union soviétique     | 2 h 39 min 01 s |
| 25 mars 1984                                               | Antoni Niemczak       | Pologne                                                               | 2 h 12 min 17 s | Renate Kieninger       | Allemagne de l'Ouest | 2 h 47 min 32 s |

### Semi-marathon
| Année                                                      | Hommes              | Pays       | Temps           | Femmes                | Pays           | Temps           |
| ---------------------------------------------------------- | ------------------- | ---------- | --------------- | --------------------- | -------------- | --------------- |
| 2025                                                       | Thomas Messner      | Autriche   | 1 h 04 min 22 s | Philine Meister       | Allemagne      | 1 h 18 min 39 s |
| 2024                                                       | Timo Hinterndorfer  | Autriche   | 1 h 03 min 05 s | Melissa Hawtin        | Royaume-Uni    | 1 h 17 min 07 s |
| 2023                                                       | Markus Hartinger    | Autriche   | 1 h 06 min 49 s | Beata Popadiak        | Pologne        | 1 h 19 min 02 s |
| 2022                                                       | Mario Bauernfeind   | Autriche   | 1 h 05 min 35 s | Victoria Kenny        | Royaume-Uni    | 1 h 16 min 16 s |
| 2021                                                       | Andreas Stöckl      | Autriche   | 1 h 12 min 07 s | Eva Wutti             | Autriche       | 1 h 16 min 14 s |
| 2020 : Course annulée en raison de la pandémie de Covid-19 |                     |            |                 |                       |                |                 |
| 2019                                                       | Mario Bauernfeind   | Autriche   | 1 h 06 min 44 s | Katalin Garami        | Hongrie        | 1 h 17 min 04 s |
| 2018                                                       | Adam Konieczny      | Pologne    | 1 h 11 min 18 s | Michela Ciprietti     | Italie         | 1 h 22 min 57 s |
| 2017                                                       | Joé Simon           | Luxembourg | 1 h 10 min 47 s | Fabienne Amrhein      | Allemagne      | 1 h 14 min 43 s |
| 2016                                                       | Alexandru Corneschi | Roumanie   | 1 h 07 min 00 s | Zsófia Erdélyi        | Hongrie        | 1 h 15 min 25 s |
| 2015                                                       | Eric Rüttimann      | Suisse     | 1 h 07 min 34 s | Susanne Mair          | Autriche       | 1 h 18 min 25 s |
| 2014                                                       | Mick Clohisey       | Irlande    | 1 h 06 min 30 s | Andrea Mayr           | Autriche       | 1 h 13 min 46 s |
| 2013                                                       | Haile Gebrselassie  | Éthiopie   | 1 h 01 min 14 s | Tanith Maxwell        | Afrique du Sud | 1 h 17 min 17 s |
| 2012                                                       | Haile Gebrselassie  | Éthiopie   | 1 h 00 min 52 s | Paula Radcliffe       | Royaume-Uni    | 1 h 12 min 03 s |
| 2011                                                       | Haile Gebrselassie  | Éthiopie   | 1 h 00 min 18 s | Cristiana Frumuz      | Roumanie       | 1 h 15 min 43 s |
| 2010                                                       | Rudi Brunner        | Italie     | 1 h 09 min 14 s | Esther Erb            | États-Unis     | 1 h 17 min 30 s |
| 2009                                                       | Manfred Heit        | Autriche   | 1 h 11 min 45 s | Catherine Wilding     | Royaume-Uni    | 1 h 24 min 21 s |
| 2008                                                       | Thomas Langer       | Allemagne  | 1 h 12 min 00 s | Alina-Adriana Istudor | Roumanie       | 1 h 18 min 55 s |
| 2007                                                       | Florian Prüller     | Autriche   | 1 h 07 min 13 s | Daniela Cirlan        | Roumanie       | 1 h 16 min 11 s |
| 2006                                                       | Hermann Achmüller   | Italie     | 1 h 07 min 57 s | Kate Allen            | Autriche       | 1 h 14 min 24 s |
| 2005                                                       | Roman Weger         | Autriche   | 1 h 08 min 40 s | Susanne Pumper        | Autriche       | 1 h 13 min 20 s |